# Edmond Leburton
Edmond Jules Isidore Leburton, född 18 april 1915 i Waremme väster om Liège, död 18 juni 1997 i Waremme, var en belgisk politiker (socialist).

## Biografi
Edmond Leburton satt i parlamentet från 1946 till 1981 och var Belgiens premiärminister från januari 1973 till april 1974. Han var parlamentets talman 1977 till 1979.